# Чемпіонат світу з футболу 2010 (кваліфікаційний раунд, УЄФА, група 9)
| М  | Команда            | І | В | Н | П | МЗ | МП | РМ  | О  |
| -- | ------------------ | - | - | - | - | -- | -- | --- | -- |
| 1. | Нідерланди         | 8 | 8 | 0 | 0 | 17 | 2  | +15 | 24 |
| 2. | Норвегія           | 8 | 2 | 4 | 2 | 9  | 7  | +2  | 10 |
| 3. | Шотландія          | 8 | 3 | 1 | 4 | 6  | 11 | −5  | 10 |
| 4. | Північна Македонія | 8 | 2 | 1 | 5 | 5  | 11 | −6  | 7  |
| 5. | Ісландія           | 8 | 1 | 2 | 5 | 7  | 13 | −6  | 5  |

|                    | Ісландія | Північна Македонія | Нідерланди | Норвегія | Шотландія |
| ------------------ | -------- | ------------------ | ---------- | -------- | --------- |
| Ісландія           | —        | 1 : 0              | 1 : 2      | 1 : 1    | 1 : 2     |
| Північна Македонія | 2 : 0    | —                  | 1 : 2      | 0 : 0    | 1 : 0     |
| Нідерланди         | 2 : 0    | 4 : 0              | —          | 2 : 0    | 3 : 0     |
| Норвегія           | 2 : 2    | 2 : 1              | 0 : 1      | —        | 4 : 0     |
| Шотландія          | 2 : 1    | 2 : 0              | 0 : 1      | 0 : 0    | —         |

## Результати
| 06.09.2008 15:00 UTC+2 |

| Північна Македонія | 1 : 0    | Шотландія |
| ------------------ | -------- | --------- |
| Наумоський 5'      | Протокол |           |

| Арена Філіпп II, Скоп’є Глядачів: 9 000 Арбітр: Павел Краловець (Чехія) |

| 06.09.2008 19:00 UTC+2 |

| Норвегія                | 2 : 2    | Ісландія                    |
| ----------------------- | -------- | --------------------------- |
| Іверсен 36' (пен.), 50' | Протокол | Гельгусон 39' Гудйонсен 69' |

| Уллевол, Осло Глядачів: 17 254 Арбітр: Алон Єфет (Ізраїль) |

| 10.09.2008 18:30 UTC+0 |

| Ісландія             | 1 : 2    | Шотландія                 |
| -------------------- | -------- | ------------------------- |
| Гудйонсен 77' (пен.) | Протокол | Бродфут 19' Макфадден 59' |

| Лаугардалсволлур, Рейк’явік Глядачів: 9 767 Арбітр: Серж Гуменни (Бельгія) |

| 10.09.2008 20:30 UTC+2 |

| Північна Македонія | 1 : 2    | Нідерланди                    |
| ------------------ | -------- | ----------------------------- |
| Пандєв 77' (пен.)  | Протокол | Гейтінга 46' ван дер Варт 60' |

| Арена Філіпп II, Скоп’є Глядачів: 11 000 Арбітр: Гжегож Гілевскі (Польща) |

| 11.10.2008 15:00 UTC+1 |

| Шотландія | 0 : 0    | Норвегія |
| --------- | -------- | -------- |
|           | Протокол |          |

| Хемпден Парк, Глазго Глядачів: 50 205 Арбітр: Массімо Бузакка (Швейцарія) |

| 11.10.2008 20:45 UTC+2 |

| Нідерланди                | 2 : 0    | Ісландія |
| ------------------------- | -------- | -------- |
| Матійсен 15' Хунтелар 64' | Протокол |          |

| Феєнорд, Роттердам Глядачів: 37 500 Арбітр: Маттео Трефолоні (Італія) |

| 15.10.2008 17:00 UTC+2 |

| Норвегія | 0 : 1    | Нідерланди     |
| -------- | -------- | -------------- |
|          | Протокол | ван Боммел 63' |

| Уллевол, Осло Глядачів: 23 840 Арбітр: Конрад Плауц (Австрія) |

| 15.10.2008 18:00 UTC+0 |

| Ісландія          | 1 : 0    | Північна Македонія |
| ----------------- | -------- | ------------------ |
| В. Гуннарссон 15' | Протокол |                    |

| Лаугардалсволлур, Рейк’явік Глядачів: 5 527 Арбітр: Селчук Дерелі (Туреччина) |

| 28.03.2009 20:45 UTC+1 |

| Нідерланди                                   | 3 : 0    | Шотландія |
| -------------------------------------------- | -------- | --------- |
| Хунтелар 30' ван Персі 45+1' Куйт 77' (пен.) | Протокол |           |

| Амстердам Арена, Амстердам Глядачів: 50 000 Арбітр: Лоран Дюамель (Франція) |

| 01.04.2009 20:45 UTC+2 |

| Нідерланди                                   | 4 : 0    | Північна Македонія |
| -------------------------------------------- | -------- | ------------------ |
| Кьойт 16', 41' Хунтелар 25' ван дер Варт 88' | Протокол |                    |

| Амстердам Арена, Амстердам Глядачів: 47 750 Арбітр: Петер Расмуссен (Данія) |

| 01.04.2009 20:00 UTC+1 |

| Шотландія                 | 2 : 1    | Ісландія          |
| ------------------------- | -------- | ----------------- |
| Маккормак 39' Флетчер 65' | Протокол | І. Сігурдссон 54' |

| Хемпден Парк, Глазго Глядачів: 42 259 Арбітр: Томас Ейнваллер (Австрія) |

| 06.06.2009 17:45 UTC+1 |

| Північна Македонія | 0 : 0    | Норвегія |
| ------------------ | -------- | -------- |
|                    | Протокол |          |

| Арена Філіпп II, Скоп’є Глядачів: 7 000 Арбітр: Паоло Тальявенто (Італія) |

| 06.06.2009 18:45 UTC |

| Ісландія          | 1 : 2    | Нідерланди                 |
| ----------------- | -------- | -------------------------- |
| К. Сігурдссон 88' | Протокол | де Йонг 10' ван Боммел 17' |

| Лаугардалсволлур, Рейк’явік Глядачів: 9 635 Арбітр: Майк Дін (Англія) |

| 10.06.2009 17:45 UTC+1 |

| Північна Македонія         | 2 : 0    | Ісландія |
| -------------------------- | -------- | -------- |
| Стойков 9' Івановський 85' | Протокол |          |

| Арена Філіпп II, Скоп’є Глядачів: 7 000 Арбітр: Саїд Еньїмі (Франція) |

| 10.06.2009 20:45 UTC+2 |

| Нідерланди         | 2 : 0    | Норвегія |
| ------------------ | -------- | -------- |
| Оєр 33' Роббен 51' | Протокол |          |

| Феєнорд, Роттердам Глядачів: 45 600 Арбітр: Юрій Баскаков (Росія) |

| 19.08.2009 19:00 UTC+2 |

| Норвегія                                           | 4 : 0    | Шотландія |
| -------------------------------------------------- | -------- | --------- |
| Й. Ріїсе 35' Гамст Педерсен 45', 90' Гусеклепп 60' | Протокол |           |

| Уллевол, Осло Глядачів: 24 493 Арбітр: Алан Гамер (Люксембург) |

| 05.09.2009 15:00 UTC+1 |

| Шотландія               | 2 : 0    | Північна Македонія |
| ----------------------- | -------- | ------------------ |
| Браун 56' Макфадден 80' | Протокол |                    |

| Хемпден Парк, Глазго Глядачів: 50 214 Арбітр: Вольфганг Штарк (Німеччина) |

| 05.09.2009 18:45 UTC |

| Ісландія      | 1 : 1    | Норвегія     |
| ------------- | -------- | ------------ |
| Гудйонсен 29' | Протокол | Й. Ріїсе 11' |

| Лаугардалсволлур, Рейк’явік Глядачів: 7 321 Арбітр: Александру Тудор (Румунія) |

| 09.09.2009 20:30 UTC+2 |

| Норвегія                 | 2 : 1    | Північна Македонія |
| ------------------------ | -------- | ------------------ |
| Хельстад 2' Й. Ріїсе 25' | Протокол | Грнчаров 79'       |

| Уллевол, Осло Глядачів: 14 766 Арбітр: Бруно Пайхао (Португалія) |

| 09.09.2009 19:30 UTC+1 |

| Шотландія | 0 : 1    | Нідерланди |
| --------- | -------- | ---------- |
|           | Протокол | Елія 82'   |

| Хемпден Парк, Глазго Глядачів: 51 230 Арбітр: Клаус Бо Ларсен (Данія) |

## Бомбардири
Було забито 44 м'ячі у 20 матчах, у середньому 2.2 голи за гру.
| # | Грацець               | Країна     | Голи |
| - | --------------------- | ---------- | ---- |
| 1 | Ейдур Гудйонсен       | Ісландія   | 3    |
| 1 | Клас-Ян Хунтелар      | Нідерланди | 3    |
| 1 | Дірк Кьойт            | Нідерланди | 3    |
| 1 | Йон Арне Ріїсе        | Норвегія   | 3    |
| 5 | Марк ван Боммел       | Нідерланди | 2    |
| 5 | Рафаел ван дер Варт   | Нідерланди | 2    |
| 5 | Стеффен Іверсен       | Норвегія   | 2    |
| 5 | Мортен Гамст Педерсен | Норвегія   | 2    |
| 5 | Джеймс Макфадден      | Шотландія  | 2    |

| 1 гол Ісландія - Хейдар Хельгусон - Вейгар Палл Гуннарссон - Індріді Сігурдссон - Крістьян Орн Сігурдссон Північна Македонія - Бобан Грнчаров - Філіп Івановскі - Ілчо Наумоскі - Горан Пандєв - Ацо Стойков | Нідерланди - Ельєро Еліа - Нігел де Йонг - Йон Хейтінга - Йоріс Матійсен - Андре Оейєр - Ар'єн Роббен - Робін ван Персі Норвегія - Ерік Хусеклепп - Торстейн Хельстад | Шотландія - Кірк Бродфут - Стотт Браун - Стівен Флетчер - Росс Маккормак |

## Відвідуваність
Станом на 9 вересня 2009
| Команда            | Найвища | Найнижча | Середня |
| ------------------ | ------- | -------- | ------- |
| Ісландія           | 9,767   | 5,527    | 8,063   |
| Північна Македонія | 11,000  | 7,000    | 8,500   |
| Нідерланди         | 50,000  | 37,500   | 45,213  |
| Норвегія           | 24,493  | 14,776   | 20,091  |
| Шотландія          | 51,230  | 42,259   | 48,477  |